# 香港工商師範學院
香港工商師範學院（英語：Hong Kong Technical Teacher's College）是一所曾經在香港提供專職教師專業培訓的院校，於1974年創立。

## 歷史
雖然香港工商師範學院於1974年才成立，但其創辦則可以溯自1969年香港工業學院成立的工業教師及工場導師訓練學系（又稱「在職師訓班」）。其後，因1937年建立之香港工業學院於1972年改組為香港理工學院，再改成香港理工大學，脫離教育司署架構，因此教育司署將相關課程改於摩利臣山工業學院開辦。兩年後，教育司署再創辦「香港工商師範學院」，以應付工業中學及當年香港開始設立職業先修學校學制所帶來的師資需求，並將上述課程撥歸本學院。
學院成立後，總辦事處由摩利臣山工業學院遷往鄰近的灣仔皇后大道東摩理臣山小學舊址（即英皇駿景酒店現址），而授課處分設於維多利亞工業中學及原來的摩利臣山工業學院等地（其後亦曾徵用九龍塘賽馬會官立中學、灣仔救世軍小學等校舍）。
本校辦學時開設一年制、兩年制及三年制師範課程，並分為工科教育及商科教育兩個導向。
香港工商師範學院於1994年9月1日起，與羅富國教育學院、葛量洪教育學院、柏立基教育學院及語文教育學院合併為香港教育學院的一部分（現已正名為香港教育大學）。初期，各校舍仍為教育學院的校舍之一，直到1997年10月遷入大埔為止。

## 課程及出路
本校師範課程分為工科及商科兩個導向。其中，工科課程學生需必修「設計與工藝科」及「工業繪圖科」，並需以科學及數學為副修科；商科課程學生則需從中文、英文及數學中選一副修科，並獲安排參加各種商業公開考試，畢業生可教授初中的所有商科課程，但因當時商科教師缺乏，所以有人甚至當上高中、預科的商科教師。而很多人也有繼續往其他大學或專上學院繼續深造者，而求職的也全部即時獲得教職。在收生方面，工科組名額不大，而商科教育組每年亦只收約20名學生，以致當年入讀競爭極大。

## 歷任院長

### 香港工商師範學院院長
- 施文輝（P.R.Smith）（1974年5月3日-1986年1月1日 第一任）
- 簡國財（1985 署任）
- 潘宏強（1986年1月2日-1986年11月 第二任，後轉任葛量洪教育學院院長）
- 不詳（1986年11月-1987年3月31日 署任）
- 徐思明（1987年4月1日-1992年8月29日 第三任）
- 羅永衍（1992年8月30日-1993 第四任）
- 林天錫（1993-1994年9月1日 第五任）

### 香港教育學院摩利臣分校院長
- 林天錫（1994年9月1日-1995）

### 香港教育學院摩利臣分校課程組別統籌主任
- 陳用（1995-1997年10月 第六任，末任院長）

## 著名校友
- 黃炳培，藝名又一山人，香港著名藝術設計師、廣告導演、多媒體創作人。